# Magdalene von Tiling

Magdalene von Tiling

Magdalene Louise Charlotte von Tiling (* 7. Maijul. / 19. Mai 1877greg. in Bickern (Vorort von Riga, Russisches Kaiserreich); † 28. Februar 1974 in München) war eine deutsche Religionspädagogin und Politikerin.

## Leben und Wirken
Sie war das vierte von zwölf Kindern und älteste von acht Töchtern des lutherischen Pfarrers und späteren Dompredigers Wilhelm von Tiling und dessen Ehefrau Maria Kupffer. Eine ihrer jüngeren Schwestern war die bedeutende Afrikanistin Maria Klingenheben-von Tiling (1886–1974).
1888 siedelte die 1866 in den russischen Dienstadel erhobene Familie, deren Vorfahren bereits seit Mitte des 18. Jahrhunderts im Baltikum gelebt hatten, ins Deutsche Reich über. Der Grund für die Rückkehr in die angestammte Heimat war, dass sich das Familienoberhaupt seit dem Regierungsantritt des Zaren Alexander III. (1881) und dessen Maßnahmen zur sog. Russifizierung zunehmend wegen seiner schulischen und kirchlichen Aktivitäten bedroht sah. Für kurze Zeit lebte die Familie in Travemünde, dann im anhaltischen Dorf Leopoldshall.
Nach der Schulausbildung an der Bürgerschule in Staßfurt und im Kloster Marienberg bei Helmstedt arbeitete sie zunächst, da der Vater ihren Wunsch nach einer Berufsausbildung abgelehnt hatte, als Gouvernante, u. a. auch ein Jahr in der Schweiz bei einer englischen Familie. Als ihren Eltern nochmal ein Kind geboren wurde, kehrte die älteste Tochter in das Elternhaus zurück, um die Mutter im Haushalt und in der Erziehung der jüngeren Geschwister zu unterstützen.
1902 legte sie das Lehrerinnenexamen für mittlere und höhere Privat-Mädchenschulen ab. Danach unterrichtete Tiling in Kassel, nach eigener Aussage in zehn kleinen höheren Mädchenschulen. Mit 29 Jahren entschloss sie sich noch für ein Theologie- und Geschichtsstudium, welches sie für das Oberlehrerinnenexamen benötigte. Sie studierte in Göttingen und Erlangen. Anschließend unterrichtete die Adelige Geschichte und Theologie am städtischen Oberlyzeum von Elberfeld. Bereits ein Jahr später wurde ihr die Leitung der dortigen Frauenoberschule übertragen, zu der auch ein Kindergärtnerinnen- und Hortnerinnenseminar gehörte. Damit verbunden war die Verleihung des Titels Frau Oberin.
In das Jahr 1925 fällt ihre Begegnung mit dem Theologen Friedrich Gogarten. Zwischen den beiden entstand eine intensive Zusammenarbeit und Auseinandersetzung in den Grenzbereichen von Pädagogik und Theologie.

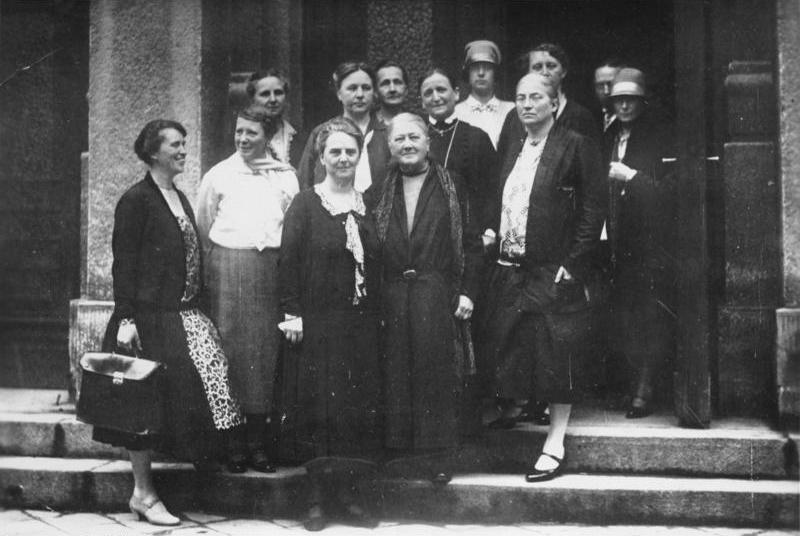
Auf einem DNVP-Parteitag in Königsberg, von links: Elsa Hielscher-Panten, Else von Sperber, Annagrete Lehmann, dahinter Magdalene von Tiling, Margarete Behm, dahinter Therese Deutsch, Helene Freifrau von Watter, Paula Müller-Otfried, dahinter Ulrike Scheidel (um 1928)

1934 berief man sie als Studienrätin an die Staatliche Augusta Schule in Berlin. Vier Jahre später wurde Tiling in den Ruhestand versetzt.
Zusätzlich zu ihrer Arbeit als Oberin und Studienrätin betätigte sie sich rege schriftstellerisch sowie politisch. Als Mitglied der Deutschnationalen Volkspartei (DNVP) war sie zunächst von 1919 bis 1921 Stadtverordnete in Elberfeld. Nach mehrmaliger Kandidatur wurde sie von 1921 bis 1930 Mitglied des Preußischen Landtages. Die Politikerin spezialisierte sich auf schulpolitische Aspekte und vertrat energisch die kirchlichen Standpunkte zu Fragen der Familien- und Ehegesetzgebung.
1930 ging sie für den „Wahlkreis 22 (Düsseldorf Ost)“ in den Deutschen Reichstag. Mit Annagrete Lehmann und Paula Müller-Otfried zusammen war Tiling eine von drei weiblichen Abgeordneten der Deutschnationalen. Als Gertrud Bäumer aus ihrer Stellung als Ministerialrätin und Hilfsreferentin im Preußischen Kultusministerium ausschied, hoffte die Adelige, ihre Nachfolge antreten zu können. Doch es kam anders: Ende Juni 1933 löste sich ihre Partei auf.
Die Religionspädagogin erhielt 1926 für ihre Verdienste an der Kirche und aufgrund ihrer wissenschaftlichen Schriften die Ehrendoktorwürde der Theologischen Fakultät der Universität Rostock.
Von 1916 bis 1939 war sie Vorsitzende des Verbandes evangelischer Religionslehrerinnen (seit 1931 Verband für evangelischen Religionsunterricht und Pädagogik). Organ des Verbandes war die seit 1926 herausgegebene Zeitschrift Schule und Evangelium, für die Redaktion zeichnete Tiling verantwortlich. Ferner war sie seit 1923 Vorsitzende der Vereinigung Evangelischer Frauenverbände Deutschlands und gründete 1931 den Arbeitsbund für wissenschaftliche Pädagogik, dessen 2. Vorsitzende sie war.
Tiling vertrat die Ansicht, dass Frauen und Männer jeweils einen besonderen „Eigenwert“ besitzen. Als Lutheranerin forderte sie eine schöpfungstheologische Neukonzeption der Geschlechterverhältnisse im Protestantismus. Dabei lehnte sie Forderung der evangelischen Frauenbewegung nach Zulassung der Frau zum Pastorenberuf als unweiblich ab (vgl. Tiling 1919, S. 17 ff.). Einerseits vertrat sie die Emanzipation der Frau, andererseits unterstützte sie den nationalsozialistischen Erziehungsgedanken, nachdem die Mädchen im Sinne ihrer speziellen Mutterrolle vorbereitet werden sollten. Als die Nazis an die Macht kamen, war Tiling bestrebt, die nationalsozialistische Schulpolitik mitzubestimmen. So forderte sie beispielsweise in der Zeitschrift Schule und Evangelium, daß die gesamte Schulerziehung wie der Unterricht die nationale und volkhafte Bildung anerkennt und pflegt… Deutsche Sitte, deutsche Kultur sollen in der Schule lebendig sein (Tiling 1932/1933, S. 296). Grundsätzlich stand Tiling dem Nationalsozialismus aber ablehnend gegenüber, dem sie den Vorwurf der Selbstvergötzung, des Anhängens an einem idealistischen Menschenbild und der Gottlosigkeit machte.
Nach 1945 bis Mitte der 1950er Jahre war sie Dozentin im Evangelischen Johannesstift in Berlin-Spandau. Ferner unterrichtete sie an der Sozialen Frauenschule der Inneren Mission und in der Katechetenausbildung der Berliner Kirche.
Magdalene von Tiling, die 1957 mit dem großen Verdienstkreuz des Verdienstordens der Bundesrepublik Deutschland ausgezeichnet wurde, starb im Alter von 96 Jahren in München.

## Werke (Auswahl)
- Die Bedeutung der Taufe, Elberfeld 1926
- Die Kirche und die Frau, Berlin 1919
- Zur Mädchenschulreform. Die deutsche Oberschule, Berlin 1921
- Evangelische Frauenbewegung, Berlin 1924
- Die Beziehung der Geschlechter, Berlin 1925
- Von der besseren Gerechtigkeit. Erläuterungen zur Bergpredigt, Stuttgart 1926
- Der Staat und die christliche Erziehung, in: Schule und Evangelium, 1932/1933
- Die Altersstufen im menschlichen Leben, Stuttgart 1936
- Wir und unsere Kinder. Eine Pädagogik der Altersstufen für evangelische Erzieher in Familie, Heim und Schule, Stuttgart 1955